# Laurent-Guillaume de Koninck
Laurent-Guillaume de Koninck, född 3 maj 1809 i Leuven, död 16 juli 1887 i Liège, var en belgisk paleontolog och kemist.
Koninck var professor i paleontologi och organisk kemi vid universitetet i Liège. Han tilldelades Wollastonmedaljen 1875 och Clarkemedaljen 1886.